# The Vancouver Sun
The Vancouver Sun ist eine kanadische Tageszeitung im Broadsheet-Format. Sie erscheint montags bis samstags in Vancouver und wird von der Pacific Newspaper Group Inc. herausgegeben, einer Tochtergesellschaft des Medienkonzerns Postmedia Network. Mit 499.800 Lesern ist The Vancouver Sun hinter The Province die meistgelesene Zeitung in British Columbia. Im Jahr 2001 betrug die Auflage durchschnittlich 203.390 Exemplare.
Die erste Ausgabe erschien am 12. Februar 1912. Die Redaktion war zunächst an der West Pender Street, in unmittelbarer Nähe zum damaligen Konkurrenten The Province. Im Jahr 1924 übernahm Sun die Zeitung Vancouver Daily World, die in finanzielle Schwierigkeiten geraten war. Das Gebäude, in dem Sun untergebracht war, brannte 1937 nieder und die Zeitung zog auf die andere Straßenseite ins World Building, wo früher World erschienen war. Dieses wurde entsprechend in Sun Tower umbenannt. Als Antwort auf ständig steigende Produktionskosten schlossen sich Sun und Province 1957 zur Gesellschaft Pacific Press zusammen. 1965 zogen beide Zeitungen ins Pacific Press Building um. 1997 erfolgte der Umzug in den Wolkenkratzer Granville Square.
Die Zeitung ist seit 1985 Hauptsponsor des 10-Kilometer-Laufs Vancouver Sun Run.